# Andreas Matzbacher
Andreas Matzbacher (* 7. Jänner 1982 in Graz; † 24. Dezember 2007 bei Frohnleiten, Bezirk Graz-Umgebung) war ein österreichischer Radprofi.
Andreas Matzbacher fuhr 2004 für Saeco, 2005 für Lampre-Caffita und ab 2006 für Team Volksbank. Er kam bei der Vuelta a España 2005 als 91. der Gesamtwertung ins Ziel. Seinen größten sportlichen Erfolg waren der Sieg beim Raiffeisen Grand Prix im Jahre 2004 und ein sechster Platz beim Straßenrennen der österreichischen Staatsmeisterschaft 2005.
Er starb am 24. Dezember 2007 bei einem Autounfall auf der Brucker Schnellstraße S35.